# Rebel Music
Rebel Music è un album postumo di Bob Marley, realizzato nel 1986.

## Tracce
1. Rebel Music (3 O'Clock Roadblock)
2. So Much Trouble in the World
3. Them Belly Full (But We Hungry)
4. Rat Race
5. War / No More Trouble
6. Roots
7. Slave Driver
8. Ride Natty Ride
9. Crazy Baldhead
10. Get up, Stand Up